# Щербина Микола Федорович
Щербина Микола Федорович (2 (14) грудня 1821 — 10 квітня 1869) — російський поет, екофілософ українського походження. Уродженець Донщини.

## Біографія
Микола Щербина народився 2 (14) грудня 1821-го року в селі Грузькому-Єланчинському Міуського округу Землі війська Донського, неподалік від Таганрогу (зараз місце народження Щербини знаходиться на території Донецької області України). Батько його був українським поміщиком, а мати — етнічною грекинею. Родина Щербин була небагатою, і відносна бідність та злидні на довгі роки стали справжнім лихом в житті молодого поета. Найбільшим же натхненням в його творчій долі стала Греція, далека країна його предків з боку матері, країна, де він ніколи не був, але якою марив та про яку мріяв усе своє творче життя.
1829-го року, остаточно розорившись, родина Щербин назавжди залишає свій маєток, та оселяється у Таганрозі. Тут Микола закінчує приходське та повітове училища, і вступає до гімназії. Вже в гімназії він розпочинає писати драми та поеми на сюжети з давньої грецької історії — «Сафо», «Облога Інсари», «Ксанфо». В 1838-му році сонет Миколи Щербини «До моря» було надруковано в російському журналі «Син вітчизни». Окрилений першим успіхом, Щербина кидає навчання у гімназії, і наступного року відправляється до Москви, сподіваючись вступити до Московського університету. Але ніхто в Москві не чекає на небагатого юнака. Журнали Щербину більше не друкують, до Московського університету він не потрапляє, і живе лише за рахунок випадкових заробітків. Та молоді московські літератори, з якими знайомиться Щербина, все ж допомагають йому. Вони радять Миколі поїхати на Україну, до Харкова, де і клімат тепліший, і люди гостинніші від московських, а Харківський університет має славу не меншу від Московського. Так Микола Щербина потрапляє до України, де живе більше десяти років, в які і розквітає його творча доля.

## Щербина і Україна

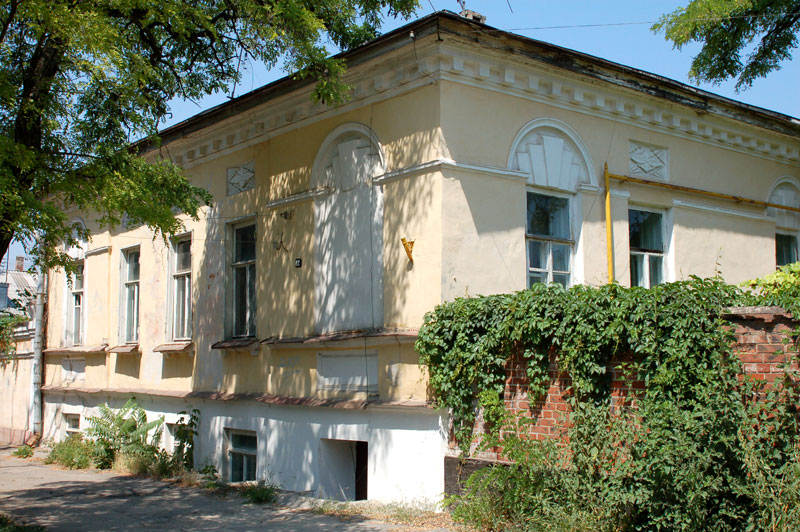
Будинок Щербин у Таганрозі. Сучасний вигляд.

Щербина вступає на юридичний факультет Харківського університету, той самий, де тоді ж, в ті самі роки навчається його земляк з Таганріжщини Олександр Корсун, так само як і український поет Михайло Петренко. Бідність і нестатки не дають можливості Щербині закінчити університетського курсу і в Харкові, і він майже десять років мандрує по Україні, заробляючи собі на життя уроками для панських дітей. Разом з тим він пише поезії, як і раніше, на грецьку тематику, прославляючи волелюбні демократичні традиції давніх греків та боротьбу сучасної йому Еллади за незалежність проти турецького ярма. Микола Щербина не володіє настільки бездоганно українською мовою, аби наважитися писати свої літературні твори по-українськи, але ідеї свободи людського духу, права націй на самостійність та державність привертають до його творів увагу провідних верств тодішньої української інтелігенції. В добу імперського свавілля епохи Миколи Першого, коли «на всіх язиках все мовчить», за влучним висловом Тараса Шевченка, бунтарські поезії Миколи Щербини про боротьбу грецького народу за свою свободу були яскравим гаслом і для українців та звали Україну на боротьбу за власні національні права. І не даремно «Грецькі мелодії» Миколи Щербини з'являються тоді друком в українському альманасі «Молодик», який видавав у Харкові і Петербурзі в 1843—1844 рр. Іван Бецький. Саме в цьому українському альманасі друкується Микола Щербина частіше за все, і саме з цього видання пішли його твори у народ.

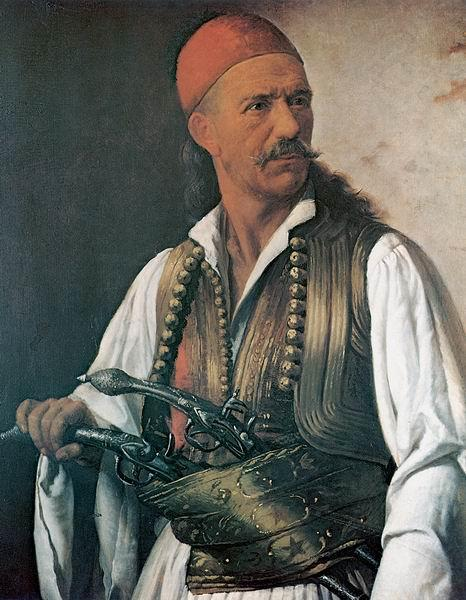
Клефт — грецький повстанець.

Так в «Молодику на 1844-й рік» була вміщена поезія Миколи Щербини «Моряк», яка оспівувала морські звитяги грецьких повстанців, так званих «клефтів». Вірш містив такі рядки:
|  | Не слышно на палубах песен: Эгейские волны шумят. Нам берег и душен и тесен; Суровые стражи не спят. Раскинулось небо широко, Теряются волны в дали, Отсюда уйдем мы далеко, Подальше от грешной земли |

Композитор Олександр Гурильов поклав цей вірш на музику, створивши романс «Після битви», який став дуже популярним на російськім флоті в роки Кримської війни. Згодом цей романс став народною піснею — «Раскинулось море широко», при чому і текст Щербини і музика Гурильова зазнали в народних вустах корінних змін, не залишивши від первинного «грецького» варіанту навіть згадки.
1849-го року Микола Щербина перебирається на життя до Одеси. Приваблює його до цього міста, між іншим, й існування в цьому причорноморському порту численної грецької діаспори, не менш колоритної, ніж у рідному для нього Таганрозі. У цей час Щербина вже визнаний авторитет в питаннях новогрецької літератури. Потрохи він вибирається з злиднів.
Під час Кримської війни Щербина знаходиться у Таганрозі. Місто тричі штурмується об'єднаним британсько-французьким десантом, але кожного разу невдало. Щербина, як людина цивільна, у бойових діях участі не бере, але в травні 1855-го року разом з місцевим прокурором на прізвище Війна і бароном Франком виступає парламентером на переговорах з союзниками, які, тим не менш, закінчилися безрезультатно. Довідавшись про смерть імператора Миколи Першого, який, згідно з розповсюдженими тоді чутками, покінчив життя самогубством, не витримавши ганьби від програної Кримської війни, Микола Щербина відправляється до Петербурга, сподіваючись на ліберальні реформи нового російського царя Олександра Другого, але ці надії, як ми знаємо, справдилися лише частково.
Літературні твори Миколи Щербини виявилися цікавими і для Тараса Григоровича Шевченка. В жовтні 1852-го року Тараса Шевченка на засланні в Новопетровському укріпленні навідав російський науковець Андріан Головачов. В листі до Головачова від 15 листопада того року Шевченко так згадував про цю зустріч: «Вы прочитали тогда небольшое стихотворение Щербины — „Купанье“. До сих пор не могу забыть того сладкого чудного впечатления, какое произвело на меня это прекрасное произведение. Прошу вас, будьте так добры, поклонитесь от меня Щербине как истинному поэту, в наше время явлению редкому». Головачов обіцяв Шевченку надіслати збірку поезій Щербини, та забув про це. Але Тарас Григорович пам'ятав, і в листі до Осипа Бодянського від 1 травня 1854-го року звертався з проханням: «Чи не побачишся коли-небудь з Головачовим, поцілуй його за мене і скажи йому, що я й досі жду-жду Щербину. Бо бачиш: як ми з ним бачилися позаторік у цім поганім укріпленні, то він читав мені деякі вірші Щербини і обіцявся вислати мені із Москви один екземпляр, та й досі нема».
Повернувшись з заслання до Петербургу, Шевченко знайомиться з Щербиною особисто 6 квітня 1858-го року, про що залишає запис у своєму «Журналі»: «Вечер провел у графини… лично познакомился с поэтом Щербиною». Через кілька днів, 12 квітня, у графині Анастасії Толстої, про яку згадував у своєму запису Тарас Григорович, відбувся званий обід на честь Шевченка. Серед інших гостей, що вітали Кобзаря, з промовою виступив і Микола Щербина. Шевченко згадав про це так: «В честь моего невольного долготерпения [на засланні] сказал… слово… Щербина… Мне было и приятно, и вместе неловко. Я не чаял себе такой великой чести. Для меня это было совершенно ново. Семен [Гулак-Артемовський] заметил, что за столом все были бледны, тощи и зелены, кроме несчастного изгнанника, т. е. меня. Забавный контраст».
Але Микола Щербина пережив Тараса Шевченка на вісім років, покинувши цей світ в одному віці з Кобзарем, у 47 літ. Помер він зненацька, 10 квітня 1869-го року, від ядухи, що була викликана поліпом в горлі. Похований у Петербурзі, в Олександро-Невській лаврі.
Творча спадщина Миколи Щербини залишилася цікавою і для наступних поколінь українських читачів. Ще у ХІХ столітті його твори перекладав українською відомий поет Павло Грабовський. Вже після повалення російського царату, в 1929-му році у Харкові з'явилася перша збірка поезій Миколи Щербини українською мовою — «Ранок. Поезії».

## Творчість
Велику увагу у творчості Щербина приділив темі природи, написавши цикл «Пісні про природу», хоча сучасники знали його як співака античного світу та автора сатиричних епіграм. У політичному плані в радянський час поет був визнаний «неблагонадійним», бо критикував різного штибу радикалів та революціонерів, що підривають підвалини держави. Свою лепту вніс відомий критикан Д.I. Писарєв, який заявив: «Г.г. Фет, Полонський, Щербина, Греков і багато інших мікроскопічних поетиків забудуться так само скоро, як і ті журнальні книжки, в яких вони друкуються». А по сему вірші М. Ф. Щербини довгий час не перевидавалися і перше повне зібрання творів з'явилося в СРСР лише в 1970 році.
Філософські погляди Щербини відрізнялися від поглядів філософів сучасників. Він першим у вітчизняній культурній традиції підкреслив духовну рівноправність з природою, намагався замінити ідею про володарювання людини на ідею рівності всіх природних створінь. У його поглядах багато співзвучного ідеям святого Франциска Ассізького, Генрі Торо, Ралфа Емерсона і Альберта Швейцера одночасно. Недарма до одного зі своїх віршів, що ввійшли у «Пісні про природу», він взяв епіграфом відомий вислів Ж.-Ж. Руссо: «Все чудово, коли виходить з рук творця, все спотворюється в руках людини». У листі до свого товариша він зізнався: «Мені 23 роки. Я, як слід порядному хлопчикові, відданий пантеїстичному вченню».
Проповідуючи холізм, любов і співчуття до всього живого і неживого, вихваляючи красу і свободу дикої природи, оголошуючи всі істоти своїми братами і друзями і одночасно категорично заперечуючи владу людини над природою, він стояв на голову вище таких прославлених поетів, відомих своїми натурфілософськими поглядами, як Федір Тютчев, Афанасій Фет і Яків Полонський.
|  | Тогда одним живущим существом Я вижу мир перед собою, И многое скрывается в одном, И дышит общею душою |

.
Стосунки поета з природою не дріб'язкові, не своєкорисливі, в них немає ніякого прагматизму. Його милування природною красою нагадує кантівську концепцію «незацікавленість», він оцінює естетику природи заради неї самої. Поет любить, радіє, захоплюється красою природи, не бажаючи при цьому мати її об'єктом любові і захоплення.
|  | Будто в мире я весь погружен В созерцанье безбрежной природы И в какой-то магический сон, Полный жизни, ума и свободы. Здесь от речи отвыкли уста: Только слухом живу я, да зреньем... Красота, красота, красота! Я одно лишь твержу с умиленьем. |

Етична концепція автора проста, і разом з тим, геніальна. Адже «скрізь єдина царює думка і душа живе: В брилах каменів бездиханних, в райдужньому листі рослин».
Мені будуть сестрою і братом І троянда, і вітер, і море: Одна напоїть ароматом Інші заберуть моє горе.
Всі тварини і рослини для поета «або друзі, або брати» — він не ділить їх на «корисних» і «шкідливих».
|  | Грежу я, чувствую, мыслю и внемлю: Всюду я радостно вижу иль друга, иль брата. Птицы заснули на ветках древесных, В сон погрузилась семья насекомых, Много зажглося в пространствах небесных Звезд, мне из раннего детства родных и знакомых. (...) Чувством широким тогда обнимаю Сродную жизнь и стремленье всех сущих, Маленький мир их любви открываю В сердце летающих, в крошечной груди ползущих. |

За сто років до великого гуманіста Альберта Швейцера, який розробив етику благоговіння перед життям, поет оголосив своє кредо у поводженні з «братами нашими меншими»:
|  | Боюсь раздавить я ногою Червя, что ползет под травою Сияньем тепла наслаждаться; Исполнен вниманьем Для всякой летающей крошки, И, груди сдержав колыханье, В себя не втяну я дыханием В лучах затерявшейся мошки. |

Дика природа для поета, також як для американських філософів-трансценденталістів Генрі Торо, Ралфа Емерсона, Джона М'юра місце набагато краще, світле і духовне, ніж світ людей.
|  | Здесь меня обнимает природа, И все тихо, покойно кругом... Только слышишь: «Свобода, свобода!» — Пролепечет листок с ветерком. |

До людей звертає М. Щербина свій докір: "Єдність царює в природі нескінченній, — В одній твоїй родині сум'яття, людина!.
М. Ф. Щербина в 1854 році проголосив (вірш «Природі»):
|  | Моей душе и чувству непонятно, Что человек — властитель над тобой... Нет! Надо всем царишь ты всеобъятно Чарующей своею красотой. |

В іншому своєму пророчому творі, названному «Дар Прометея», він мріє:
|  | Забыть людей, отвергнувших природу, Природой брошенных в неведомую тьму, Желавших покорить творенья свободу Искусству Слабому, болящему уму... |

## Публікації
- Щербина Н. Ф. Избранные произведения. — Л.: Сов. писатель, Ленингр. отд. — 1970. — 220 с.

## Виноски
1. ↑  Щербина Николай Фёдорович // Большая советская энциклопедия: [в 30 т.] / под ред. А. М. Прохорова — 3-е изд. — Москва: Советская энциклопедия, 1969.
2. ↑  Константин Николаев. Популярные песни ХХ века в России. 1913 год
3. ↑  Тарас Шевченко. Зібрання творів: У 6 т. [Архівовано 8 листопада 2014 у Wayback Machine.] — К., 2003. — Т. 6. — С. 67.
4. ↑  Тарас Шевченко. Зібрання творів: У 6 т. [Архівовано 8 листопада 2014 у Wayback Machine.] — К., 2003. — Т. 6. — С. 80.
5. ↑  Тарас Шевченко. Зібрання творів: У 6 т. [Архівовано 9 липня 2020 у Wayback Machine.] — К., 2003. — Т. 5. — С. 171.
6. ↑  Тарас Шевченко. Зібрання творів: У 6 т. [Архівовано 9 липня 2020 у Wayback Machine.] — К., 2003. — Т. 5. — С. 173.
7. 1 2  Борейко В. Е. Философы зоозащиты и природоохраны. — К.: КЭКЦ, 2012. — 179 с.
8. 1 2  Магина Р. Г. «Песни о природе» Н. Ф. Щербины // Уч. зап. МГПИ. — 1966. — Т. 248. — М. — С. 101—117.
9. 1 2 3 4 5  Щербина Н. Ф. Избранные произведения. — Л.: Сов. писатель, Ленингр. отд. — 1970. — 220 с.